# استنفورد جی شا

استانفورد جی شا(به انگلیسی: Stanford Jay Shaw؛ ۵ مهٔ ۱۹۳۰ – ۱۶ دسامبر ۲۰۰۶) تاریخدان آمریکایی، در زمینهٔ تاریخ عثمانی، یهودیان ترک و تاریخ اولیهٔ ترکیه بود. او نسل‌کشی ارامنه را انکار می‌کرد.

## نقد
مشهورترین کتاب وی مطالعهٔ دوجلدی در خصوص تاریخ عثمانی است که بازخوردهای آمیخته و منفی دریافت کرد.
احتمالاً به دلیل انتقام‌گیری بابت جلد دوم در ۳ اکتبر ۱۹۷۷ تروریست‌های ناشناس بمبی در جلو در خانه او قرار دادند که آسیبی به کسی نرسید. او دلیل این مسئله را مردود کردن بسیاری از دانشجویان دانسته، بقیه کلاس‌هایش را در آن کوارتر لغو کرد.

## آثار
- The Financial and Administrative Organization and Development of Ottoman Egypt, 1517-1798 (Princeton University Press, Princeton, N.J. , 1962)
- Ottoman Egypt in the Age of the French Revolution (Harvard University Press, 1964)
- The Budget of Ottoman Egypt, 1005/06-1596/97 (Mouton and Co. The Hague, 1968)
- Between Old and New: The Ottoman Empire under Sultan Selim III. 1789-1807 (Harvard University Press, 1971)
- Ottoman Egypt in the Eighteenth Century (Harvard University Press)
- History of the Ottoman Empire and Modern Turkey (2 volumes, Cambridge University Press, 1976–1977) (with Ezel Kural Shaw)
- The Jews of the Ottoman Empire and the Turkish Republic (Macmillan, London, and New York University Press, 1991)
- Turkey and the Holocaust: Turkey's role in rescuing Turkish and European Jewry from Nazi persecution, 1933-1945 (Macmillan, London and New York University Press, 1992)
- From Empire to Republic: The Turkish War of National Liberation 1918-1923: a documentary Study (I - V vols. in 6 books, TTK/Turkish Historical Society, Ankara, 2000)